# Англо-бурская война (книга)

«Англо-бурская война» (англ. The Great Boer War) — книга Артура Конан Дойла, впервые изданная в Великобритании в 1900 году. Первый русский перевод книги был сделан в 2004 году О. Строгановой и В. Феоклистовой; книга была выпущена издательством «Эксмо».
Артур Конан Дойл принимал участие во второй англо-бурской войне в качестве военного врача и стал первым историком этой войны. Первое издание его книги вышло в конце 1900 года, когда война, по всеобщему мнению в Великобритании, подходила к концу, и поэтому последняя глава первого варианта называлась «Конец войны». Однако на самом деле мир был подписан лишь 31 мая 1902 года, и между 1900 и 1902 годами книга Конан Дойла выдержала 18 изданий; автор постоянно дополнял свой труд новыми главами.

## Содержание
Как пишет сам автор в предисловии к последнему изданию, он «постарался сделать всё, на что способен, чтобы дать ясное и правдивое изложение событий», при этом он честно подчеркнул, что доступных материалов относительно последнего периода войны может быть недостаточно для детальной и завершённой хроники.
Окончательный вариант работы состоит из 39 глав. Она описывает хронику войны начиная от образования бурских государств и заканчивая кампаниями 1902 года и заключительным миром.